# Polysyncraton cerebellum
Polysyncraton cerebellum är en sjöpungsart som beskrevs av Monniot 200. Polysyncraton cerebellum ingår i släktet Polysyncraton och familjen Didemnidae. Inga underarter finns listade i Catalogue of Life.